# 権五郎神社 (飯能市)
権五郎神社（ごんごろうじんじゃ）は、埼玉県飯能市の神社。

## 歴史
創建年代は不明である。悪疫が流行ったときに、疫病退散として御霊明神社から分霊を勧請したという説と、氏子の落合家が先祖が住んでいた相模国鎌倉郡（現・神奈川県鎌倉市）から分霊を勧請したという説の二通りの説が伝わっている。
当社の祭神は鎌倉権五郎景政である。社名の「権五郎神社」は権五郎景政に由来する。権五郎は御霊信仰との関係が深く、江戸時代までは「御霊神社」と称していた。
1874年（明治7年）、近代社格制度に基づく「村社」に列せられ、1912年（明治45年）の神社合祀により「天神社」が合祀され、新たに菅原道真が祭神に加わった。

## 文化財
- 菊花双雀鏡・菊まがき双雀鏡・松ヶ枝双雀鏡（飯能市指定有形文化財 昭和45年11月1日指定）[2]

## 交通アクセス
- コミュニティバス中沢停留所より徒歩4分。